# Ivar Malmer

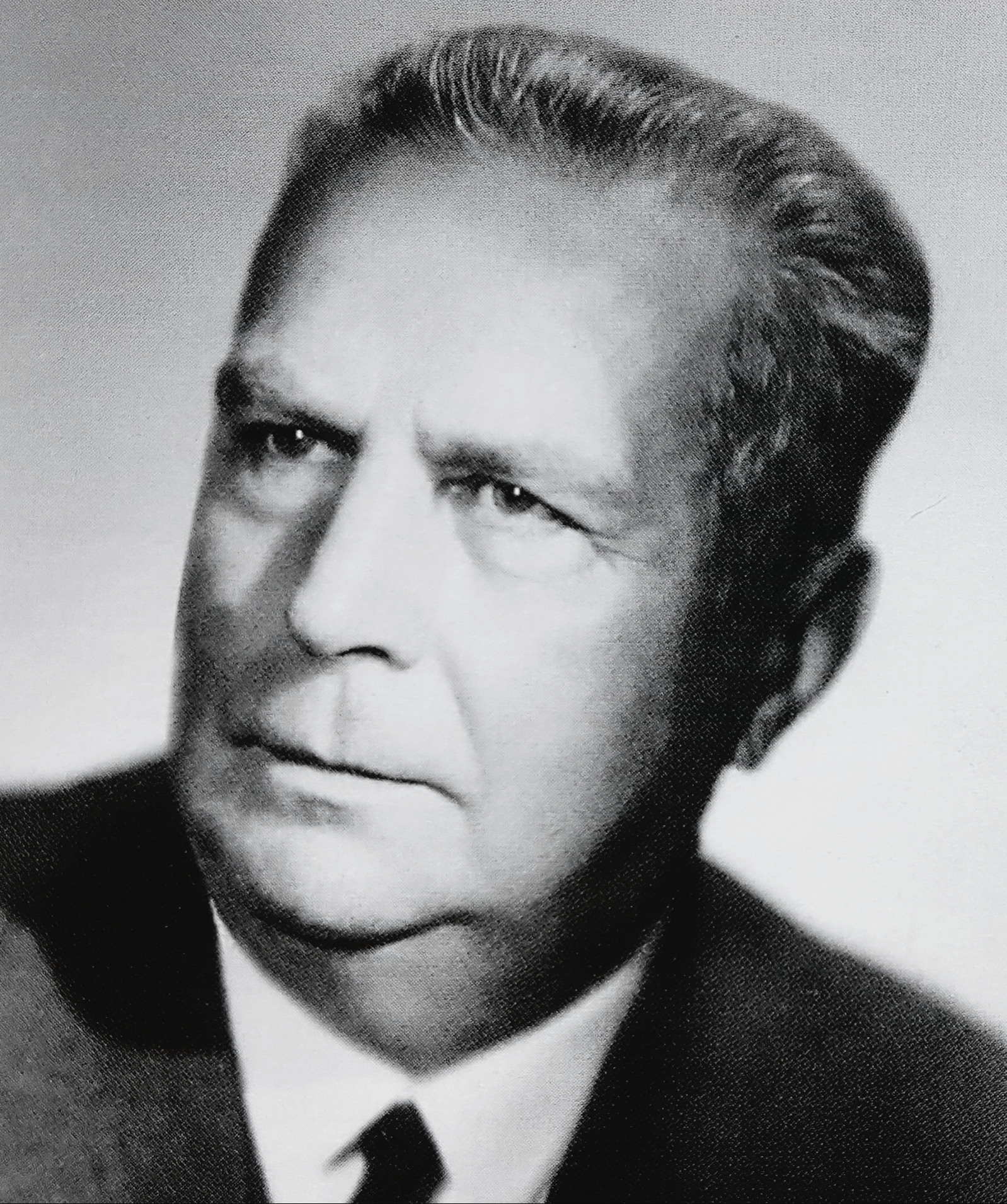
Ivar Malmer

Ivar Valfrid Malmer, född 12 september 1884 i Malma församling i Västmanlands län, död 23 juni 1949, var en svensk fysiker och flygtekniker.
Gift 23 juni 1911 i Lund med Selma Charlotta Rosenberg, född 23 april 1887 i Simrishamn, död 2 september 1967 i Rörum.
Malmer avlade mogenhetsexamen i Västerås 1903, blev filosofie kandidat vid Uppsala universitet 1908, filosofie licentiat och filosofie doktor i fysik 1915 vid Lunds universitet med en doktorsavhandling inom spektroskopi och med Manne Siegbahn som handledare.
Han arbetade som lärare vid läroverk 1907–1915, varav 1911–1915 som läroverksadjunkt i Växjö. Efter sin disputation arbetade han 1916–1920 vid Thulinverken i Landskrona, och blev chef för dess tekniska avdelning. Åren 1921–1926 var han flygingenjör vid Flygkompaniet på Malmen, och 1926–1930 kontraktsanställd vid Flygstyrelsen.
Malmer var samtidigt docent i flygteknik vid Kungliga Tekniska högskolan (KTH) 1919–1930, speciallärare vid KTH 1922–1928, tillförordnad professor 1928–1930 och professor i flygteknik vid KTH 1930–1942, och var därmed den förste innehavaren av en professur i flygteknik i Sverige. Han gav ut flera böcker i flygtekniska och flygteoretiska ämnen.
Malmer var drivande i skapandet av Flygtekniska försöksanstalten (FFA) och blev den förste chefen när FFA grundades 1940. Han var tillförordnad överdirektör 1940–1942, och överdirektör 1942–1947. Han hade även många andra statliga styrelse- och expertuppdrag.
Malmer var ledamot av Krigsvetenskapsakademien (invald 1926) och Ingenjörsvetenskapsakademien (invald 1934), samt riddare av Nordstjärneorden och Vasaorden. Han tilldelades Thulinmedaljen i guld 1944, första gången den utdelades. Ivar Malmer är begravd på Simrishamns gamla kyrkogård.